# Wereldbeker schaatsen 2007/2008 - Wereldbeker 5
De vijfde Wereldbekerwedstrijd langebaanschaatsen in het seizoen 2007-2008 vond plaats op 15 en 16 december 2007 in Erfurt. Tijdens deze wereldbekerwedstrijd werd alleen op de sprintafstanden geschaatst.
| Programma                 |                                                                                          |
| Datum                     | Onderdeel                                                                                |
| zaterdag 15 december 2007 | 1e 500m vrouwen 1e 500m mannen 1e 1000m vrouwen 1e 1000m mannen                          |
| zondag 16 december 2007   | 2e 500m vrouwen 2e 500m mannen 2e 1000m vrouwen 2e 1000m mannen 100m vrouwen 100m mannen |

## Mannen

### 1e 500 meter
| A-divisie | A-divisie         | A-divisie | A-divisie |
| rang      | schaatser         | tijd      | punten    |
| --------- | ----------------- | --------- | --------- |
| Goud      | Lee Kang-seok     | 35,22     | 100       |
| Zilver    | Dmitri Lobkov     | 35,24     | 80        |
| Brons     | Lee Kyou-hyuk     | 35,31     | 70        |
| 4         | Tucker Fredricks  | 35,32     | 60        |
| 5         | Mika Poutala      | 35,36     | 50        |
| 6         | Yu Fengtong       | 35,51     | 45        |
| 7         | Mike Ireland      | 35,60     | 40        |
| 8         | Jan Bos           | 35,62     | 36        |
| 9         | Vincent Labrie    | 35,63     | 32        |
| 10        | Simon Kuipers     | 35,71     | 28        |
| 11        | Lee Ki-Ho         | 35,76     | 24        |
| 12        | Kip Carpenter     | 35,80     | 21        |
| 13        | Jan Smeekens      | 35,82     | 18        |
| 14        | Zhang Zhongqi     | 35,85     | 16        |
| 15        | Jurre Trouw       | 35,90     | 14        |
| 16        | Mun Joon          | 35,93     | 12        |
| 17        | Erben Wennemars   | 36,01     | 10        |
| 18        | Denny Morrison    | 36,03     | 8         |
| 19        | Maciej Ustynowicz | 36,04     | 6         |
| 20        | Anton Hahn        | 36,21     | 5         |

| B-divisie | B-divisie                | B-divisie | B-divisie |
| rang      | schaatser                | tijd      | punten    |
| --------- | ------------------------ | --------- | --------- |
| 1         | Yunlong Jiao             | 36,22     | 25        |
| 2         | Pasi Koskela             | 36,27     | 19        |
| 3         | Muncef Ouardi            | 36,34     | 15        |
| 4         | Aleksandr Lebedev        | 36,41     | 11        |
| 5         | Tuomas Nieminen          | 36,43     | 8         |
| 5         | Shani Davis              | 36,43     | 8         |
| 7         | Nico Ihle                | 36,49     | 4         |
| 8         | Nikita Yevteyev          | 36,55     | 2         |
| 9         | Ermanno Ioriatti         | 36,58     | 1         |
| 10        | Aleksey Yesin            | 36,65     | 0         |
| 11        | Dag-Erik Kleven          | 36,71     | 0         |
| 12        | Chris Needham            | 36,81     | 0         |
| 13        | Konrad Niedźwiedzki      | 36,91     | 0         |
| 14        | Patrick Wirth            | 36,92     | 0         |
| 15        | Mikael Flygind-Larsen    | 36,96     | 0         |
| 16        | Frank Steiner            | 37,04     | 0         |
| 17        | Markus Puolakka          | 37,06     | 0         |
| 18        | Tyler Goff               | 37,35     | 0         |
| 19        | Aleksandr Komar          | 37,40     | 0         |
| 20        | Aleksej Zjigin           | 37,63     | 0         |
| 21        | Mateusz Stasiowski       | 37,65     | 0         |
| 22        | Vladimir Sjerstjuk       | 37,71     | 0         |
| 23        | Daniel Friberg           | 37,78     | 0         |
| 24        | José Ignacio Fazio       | 38,50     | 0         |
| 25        | Christian Pichler        | 39,13     | 0         |
| 26        | Maksim Pedos             | 39,34     | 0         |
| 27        | Marcel Spahn             | DNF       | 0         |
| 27        | François Olivier Roberge | DNF       | 0         |
| 29        | Marius Băcilă            | DQ        | 0         |

### 2e 500 meter
| A-divisie | A-divisie         | A-divisie | A-divisie |
| rang      | schaatser         | tijd      | punten    |
| --------- | ----------------- | --------- | --------- |
| Goud      | Lee Kang-seok     | 35,17     | 100       |
| Zilver    | Mun Joon          | 35,21     | 80        |
| Brons     | Simon Kuipers     | 35,26     | 70        |
| 4         | Jan Smeekens      | 35,32     | 60        |
| 5         | Yu Fengtong       | 35,33     | 50        |
| 6         | Lee Kyou-hyuk     | 35,38     | 45        |
| 6         | Lee Ki-Ho         | 35,38     | 45        |
| 8         | Vincent Labrie    | 35,51     | 36        |
| 9         | Mika Poutala      | 35,54     | 32        |
| 10        | Dmitri Lobkov     | 35,57     | 28        |
| 11        | Mike Ireland      | 35,61     | 24        |
| 12        | Zhang Zhongqi     | 35,66     | 21        |
| 13        | Tucker Fredricks  | 35,70     | 18        |
| 14        | Jan Bos           | 35,85     | 16        |
| 15        | Kip Carpenter     | 35,88     | 14        |
| 16        | Jurre Trouw       | 35,97     | 12        |
| 17        | Denny Morrison    | 36,02     | 10        |
| 18        | Erben Wennemars   | 36,14     | 8         |
| 19        | Anton Hahn        | 36,18     | 6         |
| 20        | Maciej Ustynowicz | 1.13,43   | 5         |

| B-divisie | B-divisie             | B-divisie | B-divisie |
| rang      | schaatser             | tijd      | punten    |
| --------- | --------------------- | --------- | --------- |
| 1         | Dag-Erik Kleven       | 36,09     | 25        |
| 2         | Frank Steiner         | 36,55     | 19        |
| 2         | Tuomas Nieminen       | 36,55     | 19        |
| 4         | Nico Ihle             | 36,56     | 11        |
| 5         | Yunlong Jiao          | 36,59     | 8         |
| 6         | Muncef Ouardi         | 36,60     | 6         |
| 7         | Pasi Koskela          | 36,61     | 4         |
| 8         | Konrad Niedźwiedzki   | 36,77     | 2         |
| 9         | Ermanno Ioriatti      | 36,80     | 1         |
| 10        | Vladimir Sjerstjuk    | 36,85     | 0         |
| 11        | Patrick Wirth         | 36,88     | 0         |
| 12        | Markus Puolakka       | 36,94     | 0         |
| 13        | Mikael Flygind-Larsen | 36,98     | 0         |
| 13        | Nikita Yevteyev       | 36,98     | 0         |
| 15        | Chris Needham         | 37,04     | 0         |
| 16        | Marcel Spahn          | 37,17     | 0         |
| 17        | Daniel Friberg        | 37,42     | 0         |
| 18        | Aleksej Zjigin        | 37,47     | 0         |
| 19        | Aleksandr Komar       | 37,64     | 0         |
| 20        | Jeff Kitura           | 37,85     | 0         |
| 21        | Mateusz Stasiowski    | 37,94     | 0         |
| 22        | José Ignacio Fazio    | 39,10     | 0         |
| 23        | Marius Băcilă         | 39,25     | 0         |
| 24        | Maksim Pedos          | 39,76     | 0         |
| 25        | Aleksandr Lebedev     | DNF       | 0         |

### 1e 1000 meter
| A-divisie | A-divisie                | A-divisie | A-divisie |
| rang      | schaatser                | tijd      | punten    |
| --------- | ------------------------ | --------- | --------- |
| Goud      | Shani Davis              | 1.09,05   | 100       |
| Zilver    | Denny Morrison           | 1.09,33   | 80        |
| Brons     | Mun Joon                 | 1.09,49   | 70        |
| 4         | Jan Bos                  | 1.09,55   | 60        |
| 5         | Simon Kuipers            | 1.09,60   | 50        |
| 6         | Mark Tuitert             | 1.09,84   | 45        |
| 7         | Mika Poutala             | 1.10,29   | 40        |
| 8         | Remco Olde Heuvel        | 1.10,42   | 36        |
| 9         | Mikael Flygind-Larsen    | 1.10,45   | 32        |
| 10        | Lee Ki-Ho                | 1.10,48   | 28        |
| 11        | Kip Carpenter            | 1.10,61   | 24        |
| 12        | Dmitri Lobkov            | 1.10,96   | 21        |
| 13        | Samuel Schwarz           | 1.11,21   | 18        |
| 14        | Lee Kang-seok            | 1.11,26   | 16        |
| 15        | Aleksey Yesin            | 1.11,39   | 14        |
| 16        | Pasi Koskela             | 1.11,47   | 12        |
| 17        | Yu Fengtong              | 1.13,05   | 10        |
| 18        | Lee Kyou-hyuk            | 1.23,07   | 8         |
| 19        | Erben Wennemars          | DQ        | 0         |
| 20        | François Olivier Roberge | DNS       | 0         |

| B-divisie | B-divisie            | B-divisie | B-divisie |
| rang      | schaatser            | tijd      | punten    |
| --------- | -------------------- | --------- | --------- |
| 1         | Natalya Rybakova     | 1.19,51   | 25        |
| 2         | Jin Peiyu            | 1.19,66   | 19        |
| 3         | Bo-Ra Lee            | 1.19,74   | 15        |
| 4         | Lee Sang-hwa         | 1.20,14   | 11        |
| 5         | Bianca Anghel        | 1.20,44   | 8         |
| 6         | Svetlana Radkevitsj  | 1.20,99   | 6         |
| 7         | Yekaterina Lukoanova | 1.21,11   | 4         |
| 8         | Anna Badayeva        | 1.21,33   | 2         |
| 9         | Danielle Wotherspoon | 1.22,28   | 1         |
| 10        | Anzhelika Gavrilova  | 1.23,91   | 0         |
| 11        | Ágota Tóth           | 1.25,28   | 0         |

### 2e 1000 meter
| A-divisie | A-divisie             | A-divisie | A-divisie |
| rang      | schaatser             | tijd      | punten    |
| --------- | --------------------- | --------- | --------- |
| Goud      | Jan Bos               | 1.08,98   | 100       |
| Zilver    | Shani Davis           | 1.09,02   | 80        |
| Brons     | Mun Joon              | 1.09,26   | 70        |
| 4         | Denny Morrison        | 1.09,48   | 60        |
| 5         | Erben Wennemars       | 1.09,99   | 50        |
| 6         | Lee Kyou-hyuk         | 1.10,17   | 45        |
| 7         | Simon Kuipers         | 1.10,20   | 40        |
| 8         | Lee Kang-seok         | 1.10,52   | 36        |
| 9         | Kip Carpenter         | 1.10,54   | 32        |
| 10        | Mikael Flygind-Larsen | 1.10,68   | 28        |
| 11        | Lee Ki-Ho             | 1.10,98   | 24        |
| 12        | Mika Poutala          | 1.11,15   | 21        |
| 12        | Samuel Schwarz        | 1.11,15   | 21        |
| 14        | Pasi Koskela          | 1.11,25   | 16        |
| 15        | Remco Olde Heuvel     | 1.11,32   | 14        |
| 16        | Mark Tuitert          | 2.00,72   | 12        |
| 17        | Dmitri Lobkov         | DNS       | 0         |

| B-divisie | B-divisie           | B-divisie | B-divisie |
| rang      | schaatser           | tijd      | punten    |
| --------- | ------------------- | --------- | --------- |
| 1         | Maciej Ustynowicz   | 1.11,56   | 25        |
| 2         | Stefan Heythausen   | 1.11,82   | 19        |
| 3         | Konrad Niedźwiedzki | 1.11,92   | 15        |
| 4         | Dag-Erik Kleven     | 1.12,01   | 11        |
| 5         | Jan Friesinger      | 1.12,16   | 8         |
| 6         | Tuomas Nieminen     | 1.12,56   | 6         |
| 7         | Zhang Zhongqi       | 1.12,64   | 4         |
| 8         | Patrick Wirth       | 1.12,81   | 2         |
| 9         | Tyler Goff          | 1.12,82   | 1         |
| 10        | Aleksej Zjigin      | 1.12,88   | 0         |
| 10        | Eric Rauschenbach   | 1.12,88   | 0         |
| 12        | Ermanno Ioriatti    | 1.12,92   | 0         |
| 13        | Muncef Ouardi       | 1.13,02   | 0         |
| 14        | Jeff Kitura         | 1.13,14   | 0         |
| 15        | Vladimir Sjerstjuk  | 1.13,32   | 0         |
| 16        | Daniel Friberg      | 1.13,40   | 0         |
| 17        | Pascal Briand       | 1.14,41   | 0         |
| 18        | Lauri Potka         | 1.14,49   | 0         |
| 19        | Aleksandr Komar     | 1.15,27   | 0         |
| 20        | Maksim Pedos        | 1.15,88   | 0         |
| 21        | Markus Puolakka     | 1.16,87   | 0         |
| 22        | Mateusz Stasiowski  | 1.17,56   | 0         |
| 23        | José Ignacio Fazio  | DNS       | 0         |

## Vrouwen

### 1e 500 meter
| A-divisie | A-divisie          | A-divisie | A-divisie |
| rang      | schaatsster        | tijd      | punten    |
| --------- | ------------------ | --------- | --------- |
| Goud      | Jenny Wolf         | 38,00     | 100       |
| Zilver    | Anni Friesinger    | 38,61     | 80        |
| Brons     | Annette Gerritsen  | 38,68     | 70        |
| 4         | Zhang Shuang       | 38,79     | 60        |
| 5         | Margot Boer        | 38,81     | 50        |
| 6         | Svetlana Kajkan    | 38,91     | 45        |
| 7         | Xing Aihua         | 38,93     | 40        |
| 8         | Lee Sang-hwa       | 38,94     | 36        |
| 9         | Marianne Timmer    | 39,01     | 32        |
| 10        | Chiara Simionato   | 39,07     | 28        |
| 11        | Judith Hesse       | 39,19     | 24        |
| 12        | Shannon Rempel     | 39,20     | 21        |
| 13        | Joelia Nemaja      | 39,31     | 18        |
| 14        | Bo-Ra Lee          | 39,58     | 16        |
| 15        | Sanne van der Star | 39,59     | 14        |
| 16        | Jin Peiyu          | 39,62     | 12        |
| 17        | You-Lim Kim        | 39,78     | 10        |
| 18        | Elli Ochowicz      | 39,83     | 8         |
| 19        | Kim Weger          | 40,17     | 6         |
| 20        | Heike Hartmann     | DQ        | 0         |

| B-divisie | B-divisie            | B-divisie | B-divisie |
| rang      | schaatsster          | tijd      | punten    |
| --------- | -------------------- | --------- | --------- |
| 1         | Cindy Klassen        | 39,44     | 25        |
| 2         | Pamela Zoellner      | 39,94     | 19        |
| 3         | Natasja Bruintjes    | 40,15     | 15        |
| 4         | Danielle Wotherspoon | 40,47     | 11        |
| 5         | Yekaterina Lukoanova | 40,49     | 8         |
| 6         | Svetlana Radkevitsj  | 40,53     | 6         |
| 7         | Anna Badayeva        | 40,61     | 4         |
| 8         | Bianca Anghel        | 40,73     | 2         |
| 9         | Brittany Schussler   | 40,78     | 1         |
| 10        | Lauren Cholewinski   | 41,01     | 0         |
| 11        | Natalya Rybakova     | 41,04     | 0         |
| 12        | Claudia Wallin       | 41,35     | 0         |
| 13        | Ágota Lykovcán       | 41,52     | 0         |
| 14        | Susanna Potka        | 42,45     | 0         |
| 15        | Paulina Wallin       | DNF       | 0         |
| 15        | Jekaterina Malysjeva | DNF       | 0         |

### 2e 500 meter
| A-divisie | A-divisie          | A-divisie | A-divisie |
| rang      | schaatsster        | tijd      | punten    |
| --------- | ------------------ | --------- | --------- |
| Goud      | Jenny Wolf         | 37,88     | 100       |
| Zilver    | Annette Gerritsen  | 38,72     | 80        |
| Brons     | Lee Sang-hwa       | 38,76     | 70        |
| 4         | Xing Aihua         | 38,82     | 60        |
| 5         | Margot Boer        | 38,85     | 50        |
| 6         | Anni Friesinger    | 38,88     | 45        |
| 7         | Zhang Shuang       | 38,93     | 40        |
| 8         | Chiara Simionato   | 38,94     | 36        |
| 9         | Judith Hesse       | 39,05     | 32        |
| 10        | Svetlana Kajkan    | 39,07     | 28        |
| 11        | Marianne Timmer    | 39,17     | 24        |
| 12        | Jin Peiyu          | 39,26     | 21        |
| 12        | Bo-Ra Lee          | 39,26     | 21        |
| 14        | Joelia Nemaja      | 39,34     | 16        |
| 15        | Shannon Rempel     | 39,36     | 14        |
| 16        | Heike Hartmann     | 39,38     | 12        |
| 17        | Elli Ochowicz      | 39,54     | 10        |
| 18        | Sanne van der Star | 39,75     | 8         |
| 19        | You-Lim Kim        | 39,80     | 6         |
| 20        | Kim Weger          | 40,34     | 5         |

| B-divisie | B-divisie            | B-divisie | B-divisie |
| rang      | schaatsster          | tijd      | punten    |
| --------- | -------------------- | --------- | --------- |
| 1         | Cindy Klassen        | 39,73     | 25        |
| 2         | Svetlana Radkevitsj  | 39,94     | 19        |
| 3         | Pamela Zoellner      | 40,10     | 15        |
| 4         | Natasja Bruintjes    | 40,32     | 11        |
| 5         | Danielle Wotherspoon | 40,55     | 8         |
| 6         | Brittany Schussler   | 40,74     | 6         |
| 7         | Anna Badayeva        | 40,76     | 4         |
| 8         | Natalya Rybakova     | 40,80     | 2         |
| 9         | Lauren Cholewinski   | 40,84     | 1         |
| 10        | Yekaterina Lukoanova | 41,01     | 0         |
| 11        | Paulina Wallin       | 41,11     | 0         |
| 12        | Claudia Wallin       | 41,60     | 0         |
| 13        | Ágota Lykovcán       | 42,23     | 0         |
| 14        | Susanna Potka        | 42,58     | 0         |

### 1e 1000 meter
| A-divisie | A-divisie           | A-divisie | A-divisie |
| rang      | schaatsster         | tijd      | punten    |
| --------- | ------------------- | --------- | --------- |
| Goud      | Anni Friesinger     | 1.15,71   | 100       |
| Zilver    | Chiara Simionato    | 1.16,46   | 80        |
| Brons     | Cindy Klassen       | 1.16,48   | 70        |
| 4         | Ireen Wüst          | 1.16,69   | 60        |
| 5         | Annette Gerritsen   | 1.16,92   | 50        |
| 6         | Shannon Rempel      | 1.17,21   | 45        |
| 7         | Marrit Leenstra     | 1.17,40   | 40        |
| 8         | Margot Boer         | 1.17,44   | 36        |
| 9         | Marianne Timmer     | 1.17,85   | 32        |
| 10        | Pamela Zoellner     | 1.18,34   | 28        |
| 11        | Heike Hartmann      | 1.18,42   | 24        |
| 12        | You-Lim Kim         | 1.18,51   | 21        |
| 13        | Judith Hesse        | 1.18,63   | 18        |
| 14        | Zhang Shuang        | 1.18,64   | 16        |
| 15        | Brittany Schussler  | 1.18,75   | 14        |
| 16        | Monique Angermüller | 1.19,13   | 12        |
| 17        | Xing Aihua          | 1.19,77   | 10        |
| 18        | Elli Ochowicz       | 1.19,83   | 8         |
| 19        | Joelia Nemaja       | 1.20,03   | 6         |
| 20        | Svetlana Kajkan     | DQ        | 0         |

| B-divisie | B-divisie            | B-divisie | B-divisie |
| rang      | schaatsster          | tijd      | punten    |
| --------- | -------------------- | --------- | --------- |
| 1         | Natalya Rybakova     | 1.19,51   | 25        |
| 2         | Jin Peiyu            | 1.19,66   | 19        |
| 3         | Bo-Ra Lee            | 1.19,74   | 15        |
| 4         | Lee Sang-hwa         | 1.20,14   | 11        |
| 5         | Bianca Anghel        | 1.20,44   | 8         |
| 6         | Svetlana Radkevitsj  | 1.20,99   | 6         |
| 7         | Yekaterina Lukoanova | 1.21,11   | 4         |
| 8         | Anna Badayeva        | 1.21,33   | 2         |
| 9         | Danielle Wotherspoon | 1.22,28   | 1         |
| 10        | Anzhelika Gavrilova  | 1.23,91   | 0         |
| 11        | Ágota Tóth           | 1.25,28   | 0         |

### 2e 1000 meter
| A-divisie | A-divisie           | A-divisie | A-divisie |
| rang      | schaatsster         | tijd      | punten    |
| --------- | ------------------- | --------- | --------- |
| Goud      | Anni Friesinger     | 1.15,64   | 100       |
| Zilver    | Ireen Wüst          | 1.16,11   | 80        |
| Brons     | Chiara Simionato    | 1.16,49   | 70        |
| 4         | Cindy Klassen       | 1.16,92   | 60        |
| 5         | Marianne Timmer     | 1.17,45   | 50        |
| 6         | Shannon Rempel      | 1.17,46   | 45        |
| 7         | Annette Gerritsen   | 1.17,52   | 40        |
| 8         | Margot Boer         | 1.17,53   | 36        |
| 9         | Marrit Leenstra     | 1.17,61   | 32        |
| 10        | Pamela Zoellner     | 1.18,06   | 28        |
| 11        | Brittany Schussler  | 1.18,29   | 24        |
| 12        | Judith Hesse        | 1.18,37   | 21        |
| 13        | You-Lim Kim         | 1.18,44   | 18        |
| 14        | Heike Hartmann      | 1.18,55   | 16        |
| 15        | Zhang Shuang        | 1.18,84   | 14        |
| 16        | Monique Angermüller | 1.18,85   | 12        |
| 17        | Elli Ochowicz       | 1.19,87   | 10        |
| 18        | Svetlana Kajkan     | 1.21,23   | 8         |

| B-divisie | B-divisie            | B-divisie | B-divisie |
| rang      | schaatsster          | tijd      | punten    |
| --------- | -------------------- | --------- | --------- |
| 1         | Jin Peiyu            | 1.18,70   | 25        |
| 2         | Natalya Rybakova     | 1.20,07   | 19        |
| 3         | Bo-Ra Lee            | 1.20,40   | 15        |
| 4         | Svetlana Radkevitsj  | 1.21,17   | 11        |
| 5         | Lee Sang-hwa         | 1.22,11   | 8         |
| 6         | Danielle Wotherspoon | 1.22,66   | 6         |
| 7         | Anna Badayeva        | 1.24,10   | 4         |
| 8         | Susanna Potka        | DNS       | 0         |